# Færgevejen (Sjællands Odde)
Færgevejen er en tosporet omfartsvej der går uden om Havnebyen på Sjællands Odde.
Vejen er en del af primærrute 21 der går imellem København og Odden Færgehavn, og åbnede den 11. december 2000. Den blev anlagt for at få trafikken til Odden færgehavn uden om byen, så byen ikke blev belastet af for meget færgetræk.
Omfartsvejen starter i Oddenvej, og føres derefter mod vest, vejen går syd om Havnebyen, og passerer Skoletoften, og ender til sidst i Oddenvej igen.
| Trafik | Spire Denne trafikartikel er en spire som bør udbygges. Du er velkommen til at hjælpe Wikipedia ved at udvide den. |

|  | Denne artikel om en bygning eller et bygningsværk kan blive bedre, hvis der indsættes et (bedre) billede. Du kan hjælpe ved at afsøge Wikimedia Commons for et passende billede eller lægge et op på Wikimedia Commons med en af de tilladte licenser og indsætte det i artiklen. |

|  | Denne artikel kan blive bedre, hvis der indsættes geografiske koordinater Denne artikel omhandler et emne, som har en geografisk lokation. Du kan hjælpe ved at indsætte koordinater i wikidata. |